# Axel Rydin (seglare)
Axel Rydin, född 14 februari 1887 i Linköping, död 31 maj 1971 i Norrköping, var en svensk seglare.
Han seglade för Norrköpings SS. Han blev olympisk guldmedaljör i Antwerpen 1920.
Ett konsortium i Norrköping (Konsul Frans Gustaf Blom, Hugo Blom samt en konsul Österlund) lä't någon gång 1918-19 beställa en båt i 40-metersklassen för att segla Ostkustpokalen. Båten ritades av Tore Holm och byggdes på hans pappas varv i Gamleby. Båten som gavs namnet "SIF"  visade sig vara extremt snabb under 1919 och våren 1920. "Sif var alltså mer än väl meriterad att representera Sverige vid OS i Antwerpen och seglingarna i Ostende.
Ur protokollet fört vid ett sammanträde med styrelsen för Norrköpings Segel Sällskap fredagen den 21 maj 1920 avhållet på Standard Hotell i Norrköping kan man under paragraf 5 läsa följande,
"Konsul Blom meddelar att hemställan gjorts från KSSS att konsortiets 40:a, som redan ställts till NSS förfogande för tävlan om Ostkustpokalen, skulle få disponeras för olympiska seglingarna i Ostende. Under förutsättning att den olympiska representationen icke skulle ställa några krav på NSS kassa... beslöt styrelsen att ställa sig tillmötesgående till önskningarna från KSSS."
Det var KSSS som utsåg rorsman och besättning till den olympiska "Sif". Tore Holm, konstruktören blev rorsman, George Tengwall, (Norrköpings Segel Sällskap, NSS) blev fördäcksgast, Yngve Holm (bror till Tore) blev mellangast och Axel Rydin skothalare.
Georg Tengwall minns: "Under resan ned kom min koffert bort. Den dök aldrig upp i Antwerpen och det var förargligt därför att jag hade KSSS standert i den. Nu fick "Sif" under olympiaseglingarna segla under NSS:s standert, och det var ju inte meningen från början. Men, det var kanske därför det gick så bra". 
"Sifs" besättning låg 12 dagar i Ostende och av dessa tog seglingarna tre i anspråk. Vädret var hårt alla dagarna, 8-10 sekundmeter och hela Nordsjön låg på och ebben åstadkom väldig sjögång.
George Tengwall minns vidare: "Seglingarna var bland de minst spännande jag varit med om. De var synnerligen enkla och "Sif" var synnerligen överlägsen.
Georg Tengwall minns vidare: "En rätt kuriös händelse inträffade efter olympiaseglingarna. Belgarna inbjöd oss nämligen att vara med i insatsseglingar, seglingar med pengar som pris. "Sif" avböjde artigt men många andra nationers seglare accepterade. Det var en högst ovanlig form för vårt vidkommande, åtminstone i olympiskt sammanhang."